# مندیر (آلبوم)
مندیر (انتظار)، یک آلبوم موسیقی، به آهنگسازی محمدعلی کیانی نژاد و خوانندگی ملک محمد مسعودی است.
در زبان بختیاری مندیر به معنای انتظار است.

## دست‌اندرکاران
- آهنگساز و سرپرست گروه: محمد علی کیانی نژاد
- خواننده: ملک محمد مسعودی
- نوازندهٔ سنتور: اردوان کامکار
- نوازندهٔ کمانچه: هادی منتظری
- نوازندهٔ تار و تارباس: شهریار فریوسفی
- نوازندهٔ نی : محمدعلی کیانی‌نژاد
- نوازندهٔ عود: حسین بهروزی‌نیا
- نوازندهٔ دف: بیژن کامکار

## قطعات
- قطعه بدون کلام لاله سر
- قطعه بدون کلام مرجنگه
- آواز یار یار
- تصنیف داینی